# Saison 6 de Lance et compte
Cette page présente le guide des épisodes de la sixième saison de la série télévisée Lance et compte.

## Épisode 1
- Numéro(s) : (6-1)
- Scénariste(s) :
- Réalisateur(s) :
- Diffusion(s) :
  -  Québec : 20 septembre 2006
- Résumé : Le fils de Pierre Lambert, vedette dans la LHJMQ, est demandé par Marc Gagnon pour remplacer un joueur blessé du National. Mais à son premier match, une tragédie survient.

## Épisode 2
- Numéro(s) : (6-2)
- Scénariste(s) :
- Réalisateur(s) :
- Diffusion(s) :
  -  Québec : 27 septembre 2006
- Résumé : Mark Stevens est aux soins intensifs; un animateur radio s'arrange pour piéger Pierre Lambert; Guilbeault, Guy et Pierre apprennent une terrible nouvelle à New York; Guy est animé de profonds remords.

## Épisode 3
- Numéro(s) : (6-3)
- Scénariste(s) :
- Réalisateur(s) :
- Diffusion(s) :
  -  Québec : 4 octobre 2006
- Résumé : Mark Stevens est décédé. Pierre Lambert est furieux de Me Brunelle, l'avocat du National. François Mathieu continue d'alimenter la controverse, même un peu trop au goût de

## Épisode 4
- Numéro(s) : (6-4)
- Scénariste(s) :
- Réalisateur(s) :
- Diffusion(s) :
  -  Québec : 11 octobre 2006
- Résumé : François Mathieu continue de jeter son fiel sur Guy Lambert; Suzie fait un don de 500 000 $ à la Fondation Dany Bouchard; Jacques Mercier et Marc Gagnon ont un affrontement orageux.

## Épisode 5
- Numéro(s) : (6-5)
- Scénariste(s) :
- Réalisateur(s) :
- Diffusion(s) :
  -  Québec : 18 octobre 2006
- Résumé : Présentation en cour pour le retour au jeu de Guy Lambert; Rien ne va plus pour Mathias Ladouceur; On tente de convaincre Gilles Guilbault de se présenter en politique.

## Épisode 6
- Numéro(s) : (6-6)
- Scénariste(s) :
- Réalisateur(s) :
- Diffusion(s) :
  -  Québec : 25 octobre 2006
- Résumé : Guy Lambert est de retour au jeu. La relation entre Guy et Nadia devient complexe. L'Oasis reçoit ses premiers clients. Guilbault, quant à lui, réfléchit à son avenir.

## Épisode 7
- Numéro(s) : (6-7)
- Scénariste(s) :
- Réalisateur(s) :
- Diffusion(s) :
  -  Québec : 1er novembre 2006
- Résumé : Guy se met encore dans de beau draps. Annie apprend ce que le docteur Chamberland lui cachait. Valérie est tourmentée par Me Marois. Il y a de la bisbille dans le vestiaire, particulièrement avec Pétel, le grand ami de Ladouceur. Ira-t-il le rejoindre en Floride ?

## Épisode 8
- Numéro(s) : (6-8)
- Scénariste(s) :
- Réalisateur(s) :
- Diffusion(s) :
  -  Québec : 8 novembre 2006
- Résumé : Première rencontre Canadien/National depuis la mort de Mark Stevens. Guy et Nadia se revoient. Le Matin publie une nouvelle sur le dopage de certains joueurs du National. Nathalie fait parler François Mathieu. Guilbeault en surprend plusieurs en choisissant Jérôme Labrie pour lui succéder avec le National.

## Épisode 9
- Numéro(s) : (6-9)
- Scénariste(s) :
- Réalisateur(s) :
- Diffusion(s) :
  -  Québec : 15 novembre 2006
- Résumé : Les joueurs drogués du National sont suspendus pour 10 matchs. La couronne change l'accusation contre Guy: homicide involontaire. Ladouceur veut revenir à Québec et Guilbault veut revenir auprès du National. Maxime ne veut plus revoir Valérie et Nadia quitte la maison.

## Épisode 10
- Numéro(s) : (6-10)
- Scénariste(s) :
- Réalisateur(s) :
- Diffusion(s) :
  -  Québec : 22 novembre 2006
- Résumé :  Guy Lambert témoigne à son procès et le verdict tombe rapidement. Les trois joueurs suspendus sont de retour au jeu. Gilles Guilbault va confronter François Mathieu à la radio. Valérie sombre dans la folie. Le National se rend en finale de la coupe Stanley contre le Canadien.